# 모래시계공원
모래시계공원은 강원특별자치도 강릉시 강동면 정동진에 있는 공원이다.

## 개요
드라마 모래시계와 새천년 밀레니엄을 기념해서 만들어진 공원으로 정동진 밀레니엄 모래시계가 설치되어 있다. 인근에 정동진 조각공원, 정동진역, 정동진 해수욕장이 있다. 입장료와 주차료는 받지 않는다.

## 정동진 밀레니엄 모래시계
정동진 밀레니엄 모래시계는 강원특별자치도 강릉시 강동면 정동진 모래시계공원 내에 있는 세계에서 가장 큰 모래시계이다. 새로운 천년을 맞이하여 1999년 12월에 완공되어 2000년 1월부터 가동되었다.
1. ↑  김종래.365일 떨어지는 모래시계 정동진에 명물 세운다. 동아일보. 1999년 4월 17일.
2. ↑  세계 최대 모래시계 삼성전자, 정동진에 건립. 매일경제. 1999년 12월 16일.
3. ↑  임동근. 동해안 따라가는 새해맞이 여정. 연합뉴스. 2016년 1월 8일.